# Thierry Ferrand
Thierry Ferrand, né le 26 août 1960 à Tarascon, est un raseteur français, quatre fois vainqueur de la Cocarde d'or. Il vit aux Saintes-Maries-de-la-Mer.

## Biographie
Thierry Ferand, plus directeur des arènes des saintes maries.

### Palmarès
- Cocarde d'or : 1990, 1992, 1993, 1994
- Trophée des As : 1985, 1981
- Coupe Gammal : 1984
- Coupe Maurice Mailhan : 1979
- Coupe Paul Mistral : 1982
- Coupe de la Ville : 1980, 1984
- Coupe du Comité des fêtes : 1982, 1983, 1984, 1985
- Coupe du Crédit agricole : 1982
- Devise d'Or : 1982
- Ficelle d'argent : 1980
- Souvenir Francis San-Juan : 1982
- Trophée Jean-François Brouillet : 1984
- Trophée Louis Gros : 1983
- Trophée Louis Lacroix : 1983
- Trophée René Chabanon : 1985
- Trophée Rouquairol : 1981, 1983
- Trophée de l'Avenir : 1979
- Trophée de la Féria : 1981, 1984, 1983
- Trophée de la mer : 1985, 1983
- Trophée de la ville de Nîmes : 1984
- Trophée des commerçants : 1984, 1983
- Trophée du Raplau : 1979
- trophée du jaloux 2017 à châtaurenard